# Uloborus velutinus
Uloborus velutinus es una especie de araña araneomorfa del género Uloborus, familia Uloboridae. Fue descrita científicamente por Butler en 1882.
Habita en Madagascar.